# Саутчейз (Флорида)
Саутчейз (англ. Southchase) — статистически обособленная местность, расположенная в округе Ориндж (штат Флорида, США) с населением в 4633 человека по статистическим данным переписи 2000 года.

## География
По данным Бюро переписи населения США статистически обособленная местность Саутчейз имеет общую площадь в 5,7 квадратных километров, водных ресурсов в черте населённого пункта не имеется.
Статистически обособленная местность Саутчейз расположена на высоте 27 м над уровнем моря.

## Демография
По данным переписи населения 2000 года в Саутчейзe проживало 4633 человека, 1218 семей, насчитывалось 1377 домашних хозяйств и 1434 жилых дома. Средняя плотность населения составляла около 812,81 человека на один квадратный километр. Расовый состав населённого пункта распределился следующим образом: 59,27 % белых, 14,53 % — чёрных или афроамериканцев, 0,26 % — коренных американцев, 9,15 % — азиатов, 0,06 % — выходцев с тихоокеанских островов, 5,18 % — представителей смешанных рас, 11,55 % — других народностей. Испаноговорящие составили 33,82 % от всех жителей статистически обособленной местности.
Из 1377 домашних хозяйств в 52,1 % воспитывали детей в возрасте до 18 лет, 75,0 % представляли собой совместно проживающие супружеские пары, в 9,9 % семей женщины проживали без мужей, 11,5 % не имели семей. 7,0 % от общего числа семей на момент переписи жили самостоятельно, при этом 1,4 % составили одинокие пожилые люди в возрасте 65 лет и старше. Средний размер домашнего хозяйства составил 3,36 человек, а средний размер семьи — 3,52 человек.
Население статистически обособленной местности по возрастному диапазону по данным переписи 2000 года распределилось следующим образом: 31,8 % — жители младше 18 лет, 7,2 % — между 18 и 24 годами, 37,0 % — от 25 до 44 лет, 19,1 % — от 45 до 64 лет и 4,9 % — в возрасте 65 лет и старше. Средний возраст жителей составил 32 года. На каждые 100 женщин в Саутчейзe приходилось 94,5 мужчин, при этом на каждые сто женщин 18 лет и старше приходилось 92,4 мужчин также старше 18 лет.
Средний доход на одно домашнее хозяйство статистически обособленной местности составил 61 707 долларов США, а средний доход на одну семью — 60 992 доллара. При этом мужчины имели средний доход в 34 900 долларов США в год против 28 670 долларов среднегодового дохода у женщин. Доход на душу населения статистически обособленной местности составил 61 707 долларов в год. 3,3 % от всего числа семей в населённом пункте и 3,0 % от всей численности населения находилось на момент переписи населения за чертой бедности, при этом 3,1 % из них были моложе 18 лет и — в возрасте 65 лет и старше.